# Lydia Jele
Lydia Casey Jele (nhũ danh Mashila; sinh ngày 22 tháng 6 năm 1990) là một vận động viên Botswana thi đấu chủ yếu ở nội dung 400 mét. Cô đã tham gia vào cuộc tiếp sức tại Giải vô địch thế giới 2013 mà không đủ điều kiện cho trận chung kết. Cô đã chạy 400 mét tại Thế vận hội mùa hè 2016. Cô đủ điều kiện bằng cách giành giải vô địch Hiệp hội điền kinh Botswana.
Điểm tốt nhất của cô ấy là 11,51 trong 100 mét, 24,55 trong 200 mét (-0,1 m/s, Thâm Quyến 2011) và 52,65 trong 400 mét (Porto Novo 2012). Jele là một Latter-day Saint.

## Thành tích giải đấu
| Năm                   | Giải đấu              | Địa điểm                           | Thứ hạng              | Nội dung              | Chú thích             |
| Representing Botswana | Representing Botswana | Representing Botswana              | Representing Botswana | Representing Botswana | Representing Botswana |
| --------------------- | --------------------- | ---------------------------------- | --------------------- | --------------------- | --------------------- |
| 2010                  | Commonwealth Games    | Delhi, India                       | 6th                   | 4x400 m relay         | 3:38.44               |
| 2011                  | Universiade           | Shenzhen, China                    | 27th (sf)             | 200 m                 | 24.77                 |
| 2011                  | Universiade           | Shenzhen, China                    | 21st (sf)             | 400 m                 | 55.06                 |
| 2011                  | All-Africa Games      | Maputo, Mozambique                 | 18th (h)              | 400 m                 | 57.68                 |
| 2012                  | African Championships | Porto Novo, Benin                  | 11th (sf)             | 400 m                 | 53.60                 |
| 2012                  | African Championships | Porto Novo, Benin                  | 2nd                   | 4x400 m relay         | 3:31.27               |
| 2013                  | Universiade           | Kazan, Russia                      | 12th (sf)             | 400 m                 | 53.57                 |
| 2013                  | World Championships   | Moscow, Russia                     | 16th (h)              | 4x400 m relay         | 3:38.96               |
| 2014                  | African Championships | Marrakech, Morocco                 | 7th                   | 200 m                 | 23.77                 |
| 2014                  | African Championships | Marrakech, Morocco                 | 9th (h)               | 400 m                 | 53.37                 |
| 2014                  | African Championships | Marrakech, Morocco                 | 3rd                   | 4x400 m relay         | 3:40.28               |
| 2015                  | IAAF World Relays     | Nassau, Bahamas                    | 13th                  | 4x400 m relay         | 3:35.76               |
| 2015                  | African Games         | Brazzaville, Republic of the Congo | 8th                   | 400 m                 | 53.85                 |
| 2015                  | African Games         | Brazzaville, Republic of the Congo | 2nd                   | 4x400 m relay         | 3:32.84               |
| 2016                  | African Championships | Durban, South Africa               | 4th                   | 400 m                 | 52.41                 |
| 2016                  | African Championships | Durban, South Africa               | 4th                   | 4x400 m relay         | 3:31.54               |
| 2016                  | Olympic Games         | Rio de Janeiro, Brazil             | 27th (h)              | 400 m                 | 52.24                 |
| 2017                  | IAAF World Relays     | Nassau, Bahamas                    | 6th                   | 4x400 m relay         | 3:30.13               |
| 2017                  | World Championships   | London, United Kingdom             | 13th (sf)             | 400 m                 | 51.57                 |
| 2017                  | World Championships   | London, United Kingdom             | 7th                   | 4x400 m relay         | 3:28.00               |